# Шатијон сир Оаз
Шатијон сир Оаз (фр. Châtillon-sur-Oise) насеље је и општина у североисточној Француској у региону Пикардија, у департману Ен (Пикардија) која припада префектури Сен Кентен.
По подацима из 2011. године у општини је живело 126 становника, а густина насељености је износила 48,09 становника/km². Општина се простире на површини од 2,62 km². Налази се на средњој надморској висини од 70 метара (максималној 119 m, а минималној 61 m).

## Демографија
| 1962. | 1968. | 1975. | 1982. | 1990. | 1999. | 2011. |
| ----- | ----- | ----- | ----- | ----- | ----- | ----- |
| 178   | 181   | 119   | 121   | 139   | 128   | 126   |

График промене броја становника у току последњих година